# Liste der Stolpersteine in Messel
Die Liste der Stolpersteine in Messel enthält die Stolpersteine, die im Rahmen des gleichnamigen Kunst-Projekts von Gunter Demnig in Messel verlegt wurden. Mit ihnen soll an die Opfer des Nationalsozialismus erinnert werden, die in Messel lebten und wirkten.

## Liste der Stolpersteine
| Name                     | Adresse                 | Bild | Inschrift | Verlegedatum  | Biografie und Anmerkungen |
| ------------------------ | ----------------------- | ---- | --- | ------------- | ------------------------- |
| Marie Wenchel            | Bruchgasse 21 ·         |      | Hier wohnte Marie Wenchel geb. Bäcker Jg. 1887 eingewiesen Heilanstalt Goddelau 'verlegt' 9.11.1943 Heilanstalt Eichberg ermordet 18.6.1944                | 3. März 2017  |                           |
| Eduard Neu               | Darmstädter Straße 25 · |      | Hier wohnte Eduard Neu Jg. 1875 deportiert 1942 Theresienstadt ermordet 27.2.1943                                                                          | 16. Okt. 2015 |                           |
| Bertha Neu               | Darmstädter Straße 25 · |      | Hier wohnte Bertha Neu geb. Stein Jg. 1873 deportiert 1942 Theresienstadt ermordet 25.11.1942                                                              | 16. Okt. 2015 |                           |
| Lazarus Marx             | Germannstraße 2 ·       |      | Hier wohnte Lazarus Marx Jg. 1873 deportiert 1942 Theresienstadt ermordet 7.6.1943                                                                         | 3. März 2017  |                           |
| Fanny Marx               | Germannstraße 2 ·       |      | Hier wohnte Fanny Marx geb. Merkel Jg. 1870 gedemütigt/entrechtet tot 1934                                                                                 | 3. März 2017  |                           |
| Gottfried Marx           | Germannstraße 2 ·       |      | Hier wohnte Gottfried Marx Jg. 1907 Flucht 1938 England USA                                                                                                | 3. März 2017  |                           |
| Erich Sigmund Marx       | Germannstraße 2 ·       |      | Hier wohnte Erich Sigmund Marx Jg. 1931 Flucht 1938 England USA                                                                                            | 3. März 2017  |                           |
| Edith Fanny Marx         | Germannstraße 2 ·       |      | Hier wohnte Edith Fanny Marx Jg. 1935 Flucht 1938 England USA                                                                                              | 3. März 2017  |                           |
| Mathilde Marx            | Germannstraße 2 ·       |      | Hier wohnte Mathilde Marx geb. Metzler Jg. 1908 Flucht 1938 England USA                                                                                    | 3. März 2017  |                           |
| Adolf Neu                | Hanauer Straße 20 ·     |      | Hier wohnte Adolf Neu Jg. 1868 Flucht 1939 USA | 16. Okt. 2015 |                           |
| Karoline Neu             | Hanauer Straße 20 ·     |      | Hier wohnte Karoline Neu geb. Siegel Jg. 1870 gedemütigt/entrechtet Flucht in den Tod 29.5.1939                                                            | 16. Okt. 2015 |                           |
| Salomon Neu              | Hanauer Straße 20 ·     |      | Hier wohnte Salomon Neu Jg. 1904 Flucht 1934 USA | 16. Okt. 2015 |                           |
| Ferdinand Neu            | Hanauer Straße 20 ·     |      | Hier wohnte Ferdinand Neu Jg. 1877 Flucht 1938 USA | 16. Okt. 2015 |                           |
| Settchen Neu             | Hanauer Straße 20 ·     |      | Hier wohnte Settchen Neu geb. Reis Jg. 1880 gedemütigt/enthält Flucht in den Tod 22.7.1938                                                                 | 16. Okt. 2015 |                           |
| Ludwig Neu               | Hanauer Straße 20 ·     |      | Hier wohnte Ludwig Neu Jg. 1907 Flucht 1934 USA | 16. Okt. 2015 |                           |
| Albert Neu               | Hanauer Straße 20 ·     |      | Hier wohnte Albert Neu Jg. 1913 Flucht 1934 USA | 16. Okt. 2015 |                           |
| Arthur Neu               | Holzhäusergasse 22 ·    |      | Hier wohnte Arthur Neu Jg. 1903 deportiert 1942 Piaski ermordet                                                                                            | 16. Okt. 2015 |                           |
| Herbert Neu              | Holzhäusergasse 22 ·    |      | Hier wohnte Herbert Neu Jg. 1930 deportiert 1942 Piaski ermordet                                                                                           | 16. Okt. 2015 |                           |
| Rosa Neu                 | Holzhäusergasse 22 ·    |      | Hier wohnte Rosa Neu geb. Siegel Jg. 1903 gedemütigt/entrechtet Flucht in den Tod 1.2.1942 Frankfurt                                                       | 16. Okt. 2015 |                           |
| Emil Wertheimer          | Holzhäusergasse 37 ·    |      | Hier wohnte Emil Wertheimer Jg. 1873 Flucht 1939 USA | 3. März 2017  |                           |
| Adelheid 'Ida'Wertheimer | Holzhäusergasse 37 ·    |      | Hier wohnte Adelheid 'Ida' Wertheimer geb. Mayer Jg. 1878 Flucht 1939 USA                                                                                  | 3. März 2017  |                           |
| Bertha Wertheimer        | Holzhäusergasse 37 ·    |      | Hier wohnte Bertha Wertheimer Jg. 1861 Flucht 1939 USA | 3. März 2017  |                           |
| Sophie Wertheimer        | Holzhäusergasse 37 ·    |      | Hier wohnte Sophie Wertheimer verh. Rotschild Jg. 1910 Flucht 1936 USA                                                                                     | 3. März 2017  |                           |
| Julius Wertheimer        | Holzhäusergasse 37 ·    |      | Hier wohnte Julius Wertheimer Jg. 1913 Flucht 1936 USA | 3. März 2017  |                           |
| Simon Wertheimer         | Holzhäusergasse 37 ·    |      | Hier wohnte Simon Wertheimer Jg. 1915 Flucht 1934 USA | 3. März 2017  |                           |
| Fritz Wertheimer         | Holzhäusergasse 37 ·    |      | Hier wohnte Fritz Wertheimer Jg. 1920 Flucht 1937 USA | 3. März 2017  |                           |
| Kolonie Grube Messel     | Markstraße 37 ·         |      | Kolonie Grube Messel Hier interniert zur Zwangsarbeit 1940-1945 mehr als 300 Frauen, Männer und Kinder aus Frankreich, Polen, Russland Fabrik Grube Messel | 3. März 2017  |                           |